# سندرم لفلر
سندرم لوفلر بیماری است که در آن ائوزینوفیل در نتیجه پاسخ ایمنی به وجود یک انگل در ریه تجمع می‌یابند.
این سندرم اولین بار در سال ۱۹۳۲ توسط " ویلهلم لفلر " مطرح شد. وی مشاهدات خود را در بیمارانی که مبتلا به پنومونی ائوزینوفیلی ناشی از آسکاریس لومبریکوئید و کرم‌های حلقه ایی و نکاتور امریکانوس بودند، بیان نمود.
اگر چه سندرم لفلر فقط برای پنومونی ائوزینوفیلی بکار می‌رود اما برخی از افراد از واژه سندرم لفلر به هر گونه حمله حاد ائوزینوفیلی ریوی بدون در نظر گرفتن علت آن را به کار می‌برند. آسیب‌های قلبی که به واسطه تأثیر مخرب گرانول‌های پروتئینی ائوزینوفیل رخ می‌دهد با نام «آندوکاردیت لفلر» شناخته می‌شود به علت ائوزینوفیلی ایدیوپاتیک ناشی از واکنش به پارازیت رخ می‌دهد.

## تشخیص
انجام شمارش گلبول‌های خونی اغلب نشان دهنده یک ائوزینوفیلی خفیف معمولاً بین ۵–۲۰ درصد است.
آزمایش مدفوع: ممکن است پارازیت یا تخم‌های آن ۶ تا ۱۲ هفته پس از عفونت در مدفوع فرد دیده شوند. علامت ریوی پس اغلب پس از دیده شدن انگل در مدفوع ناپدید می‌گردند.
انجام رادیوگرافی: در ائوزینوفیلی ریوی ناشی از دارو، موارد غیرطبیعی رادیوگرافی پس از گذشت چندین هفته از قطع دارو کاملاً ناپدید می‌گردد. افیوژن پلور ممکن است در برخی از موارد به دلیل اثر سمی نیتروفورانتوئین دیده شود.
سی تی اسکن قفسه سینه: نواحی شفاف شیشه مانند گزارش می‌شود.

## پیشگیری
یکی از مهم‌ترین راه پیشگیری از بروز این سندرم ممانعت از هجوم و بروز آلودگی‌های انگلی در فرد و مناطق آندمیک می‌باشد. بهداشت خوب و شستن دست‌ها قبل از غذا خوردن نیز یکی از مفیدترین کارهای ممکن است.

## درمان
یکی از ابتدایی‌ترین اقدامات یافتن علت اصلی بروز این سندرم می‌باشد. اگر مصرف دارو باعث بروز این سندرم شده باشد قطع دارو منطقی‌ترین کار ممکن است و اگر بروز این سندرم ناشی از عفونت انگلی در فرد باشد باید اقدامات دارویی برای ریشه کنی عفونت صورت گیرد. اگر علائم فرد جزئی باشد نیاز به درمان خاص ضروری نیست اما اگر چنانچه علائم شدیدتر باشد نیاز به مصرف استروئید است. این اقدام درمانی در رفع ائوزینوفیلی مؤثر خواهد بود. دوز و مدت زمان مصرف استروئید بسته به روند بهبود علائم در فرد دارد.